# Bastionul Postăvarilor din Brașov

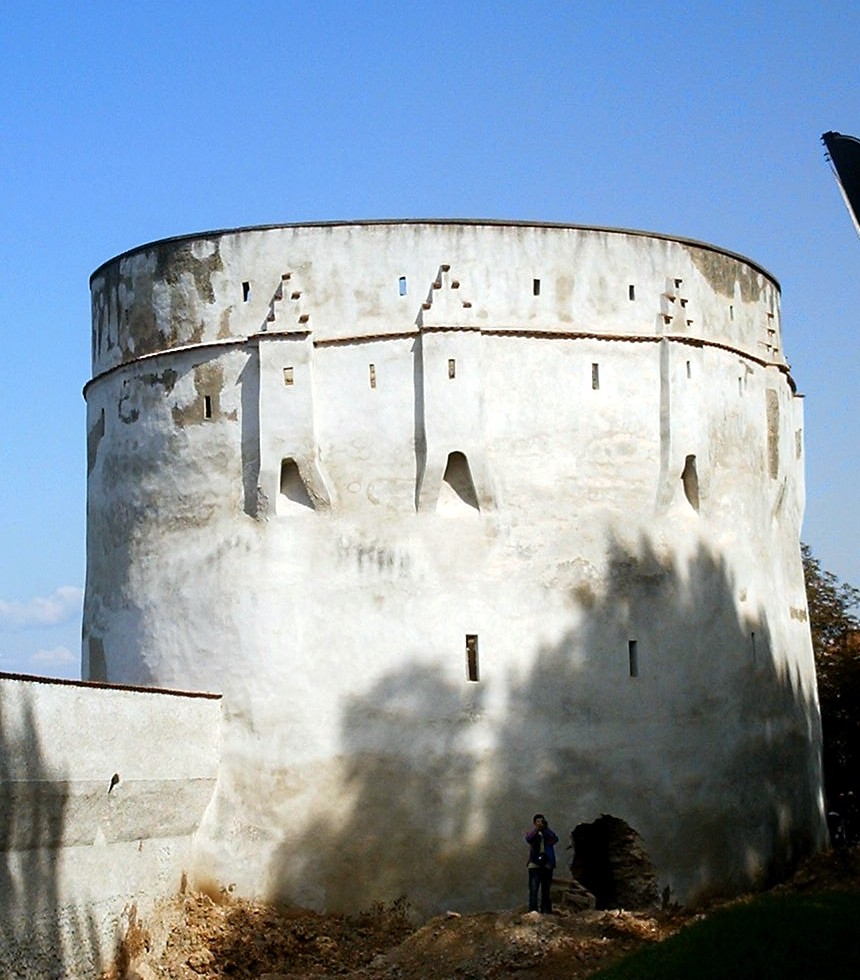
Bastionul Postăvarilor

Bastionul Postăvarilor, situat în colțul de nord-est al cetății Brașov, a fost construit și apărat de breasla aurarilor, între 1450 și 1455. 
Aceștia l-au înzestrat cu bombarde de la Praga, cu trei tunuri mici și cu 16 archebuze. În 1521 și 1522 sunt realizate lucrări la bastion. În 1640, punctul de apărare a fost preluat de către postăvari. 
Construit pe patru niveluri de galerii de lemn, de formă eliptică cu diametrul de 16 m, bastionul măsura 20 m în înălțime. Zidurile sale aveau la bază 2 m grosime și prezentau la primul nivel găuri pentru instalarea tunurilor de calibru mic. 
Bastionul Postăvarilor s-a păstrat relativ bine până astăzi, fiind consolidat în anii 1961 - 1962 și renovat în 2005. Se intenționează crearea unui punct muzeal în incinta sa, precum și acoperirea lui cu o cupolă de sticlă.